# Cash recycling
L'espressione cash recycling (ovvero riutilizzo di denaro contante), derivata dal linguaggio comune inglese, è usata per indicare la funzione svolta dai sistemi elettronici detti cash recycler (ovvero riutilizzatori di denaro contante). Questi apparecchi permettono di espandere le capacità dei bancomat, permettendo oltre all'erogazione di denaro anche il versamento di contanti, riutilizzando questi ultimi per le erogazioni, naturalmente dopo severissimi controlli elettronici automatizzati sull'autenticità. I modelli non self-service, ma a disposizione dell'operatore di sportello, vengono più comunemente chiamati cash in - cash out o ricircolatori di banconote. Loro obiettivo primario è di aumentare la produttività  e l'efficienza dell'operatore di sportello e contemporaneamente mantenere il contante in sicurezza. Produttività e sicurezza anti rapina costituiscono il mix per il quale lo strumento cash in - cash out si va sempre più diffondendo nelle agenzie bancarie.
La tradizionale figura del cassiere viene infatti sostituita da quella dell'operatore di sportello che, grazie al cash in - cash out, è liberato dalla tensione psicologica derivante dal conteggio e dalla verifica del contante incassato e da erogare ed è quindi più disponibile psicologicamente per il cliente, oltre ad aver maggiore tempo a disposizione.
Il cash in - cash out, viene integrato con il software di sportello del cassiere: è, a tutti gli effetti, un aiutante del cassiere. Nei paesi anglosassoni viene infatti chiamato anche teller assistant (assistente del cassiere).
L'adozione di cash in - cash out in una nuova dipendenza bancaria, permette anche di risparmiare sulle tradizionali barriere di sicurezza passiva creando una banca più accessibile al cliente (banca aperta), senza pregiudicare la sicurezza antirapina.
Il denaro incassato e da erogare è infatti custodito in una cassaforte intelligente che provvede ad erogarlo nei limiti e con i ritardi stabiliti dal responsabile alla sicurezza della Banca. La non disponibilità di contante agli sportelli costituisce un elevato deterrente nei confronti dei rapinatori, specie se professionisti. Una dipendenza bancaria, dotata di cash in - cash out, diventa infatti un obiettivo scarsamente appetibile vista l'impossibilità di accedere al contante che non è più conservato nel tradizionale cassetto del cassiere, ma è custodito nella cassaforte incorporata nel dispositivo.
Nel caso dei dispositivi self-service destinati all'uso autonomo da parte della clientela, le banconote ricevute dal sistema dopo un severissimo test vengono momentaneamente archiviate ed erogate alla successiva richiesta di prelievo, creando un ciclo chiuso. I vantaggi per i clienti stanno nel fatto che essi hanno a disposizione questi servizi per un arco di tempo maggiore (24 ore su 24), mentre gli istituti di credito possono ridurre i costi per il funzionamento del sistema, potendo allargare gli intervalli di tempo in cui i bancomat devono essere ricaricati, vista la loro possibilità di riutilizzare il denaro entrante dai versamenti.
Non va inoltre dimenticato che, anche in orario di apertura dello sportello bancario, un dispositivo self-service è un servizio in più offerto al cliente, particolarmente se frettoloso, ed uno sgravio del lavoro per l'operatore di sportello.

## Denaro falso
Non si deve tuttavia nascondere il rischio che si cela nel riutilizzo di denaro. Insieme ai sistemi di riconoscimento di denaro falso migliorano anche le banconote e le monete false stesse. L'introduzione in Europa poi della moneta unica Euro ha reso più appetibile, dato l'elevato numero di utilizzatori e quindi di banconote in circolazione, tale valuta per le grandi organizzazioni criminali specializzate in contraffazione.
Da qui l'esigenza di adottare, in fase di progettazione della banconota misure anti contraffazione sempre più efficaci e la conseguente necessità, per i produttori di apparecchiature destinate al trattamento dell'Euro, di dotarle di dispositivi di controllo sempre più efficaci e sicuri.
Insieme alle organizzazioni bancarie locali i costruttori di questi sistemi eseguono dei test con banconote vere e false, prendendo in considerazione sia denaro usurato dall'utilizzo quotidiano che quello nuovo di zecca.
Attualmente la BCE (Banca Centrale Europea) provvede a sottoporre a test, presso una delle locali banche centrali, ogni apparecchiatura per il controllo di autenticità e per il ricircolo del contante.
Solo se il severo test è positivamente superato le apparecchiature ottengono la relativa certificazione BCE e possono essere adottate dalle Aziende di Credito.
Il test ha validità annuale e deve essere ripetuto con tale cadenza, in quanto nuove e maggiormente sofisticate falsificazioni potrebbero essere immesse sul mercato dalle organizzazioni criminali.
L'elenco delle apparecchiature che hanno superato positivamente il test è consultabile sul sito della BCE, nella sezione dedicata (vedi sezione collegamenti esterni). Le apparecchiature vengono divise in due categorie: apparecchiature self-service, quindi ad uso diretto da parte della clientela ed apparecchiature di utilizzo da parte del cassiere. 
Le banconote vengono catalogate, dal punto di vista della genuinità, secondo le tre seguenti categorie:
- false;
- sospette false;
- vere.

Per i tipi di denaro ad alto standard di sicurezza e con una severa regolamentazione, l'errore nel riconoscimento di denaro falso da quello vero è quasi nullo. In molti stati la legge richiede che vi sia un impegno contro la diffusione di denaro contraffatto, perciò i sistemi qualora riconoscano una banconota falsa, fanno immediatamente scattare l'allarme ed informano automaticamente la polizia.
In Italia l'unico ente abilitato a dichiarare che una banconota sia falsa è la Banca d'Italia, la cui "Commissione falsi" si riunisce periodicamente per esaminare le banconote sospette di falso, ritirate dalla circolazione o dalle banche stesse, dagli uffici postali, o dalle aziende di vigilanza e trasporto valori che effettuino il servizio di conteggio e selezione del denaro per conto delle banche, o sequestrate dall'autorità giudiziaria.

## Aspetto tecnico
La discriminazione tra banconote vere e false avviene tramite analisi ottica comprendente misure sulla trasmissione e sull'irradiazione UV (ultravioletto) e IR (infrarosso) delle banconote stesse. Vi sono altre e maggiormente sofisticate misure di sicurezza inserite nelle banconote Euro, delle quali, per ovvie ragioni di sicurezza, sono al corrente solo le banche centrali od i costruttori di apparecchiature e sistemi idonei al rilevamento delle banconote sospette di falsità. I dati così ottenuti vengono confrontati con quelli di riferimento per la valuta locale. Dopo un controllo del versamento andato a buon fine, se l'utente concorda che la cifra riconosciuta equivale a quella versata, i soldi vengono messi in sicurezza nelle casseforti intelligenti, pronti ad una successiva rierogazione.
Nel caso in cui l'utente sia in disaccordo con la cifra calcolata dall'apparecchio, l'intera somma è restituita. Nei modelli più recenti e tecnologicamente avanzati di cash in - cash out il denaro viene conservato in un'area di parcheggio sovrastante la cassaforte - cosiddetta funzione di "escrow" o in italiano "pentimento" - in modo da poter restituire al cliente le stesse banconote da lui versate e nello stesso ordine. Se viceversa la transazione è accettata dal cliente, il denaro sarà versato nella cassaforte intelligente di sicurezza. I falsi e i presunti falsi vengono trattati secondo la legislazione locale.

## Archivio e trasporto
Oltre alla prova dell'autenticità viene eseguito un test per provare lo stato di salute delle banconote. Nel caso in cui queste abbiano buchi, siano strappate, scritte o stropicciate, esse non vengono erogate ai clienti. Tali banconote non vengono infatti messe nella cassaforte per il riutilizzo, bensì vengono archiviate in casseforti senza funzione di erogazione. Il motivo di tutto ciò è che le banconote stropicciate, tagliate o rovinate, se abilitate al riutilizzo nel sistema di erogazione automatico, portano spesso l'erogatore ad incepparsi e quindi a mettere fuori servizio il sistema. Inoltre è già in vigore in diverse nazioni, in Italia lo sarà dal primo gennaio 2010 l'obbligo di adempiere all'articolo 6 della BCE. Tale articolo prescrive che le banconote da rimettere in circolazione e da utilizzare per il caricamento di dispositivi di erogazione di banconote (cash in - cash out, ATM, self-service) debbano rispondere a precisi standard qualitativi verificati dalle apparecchiature (e non più manualmente) certificate dalla BCE (vedi sezione collegamenti esterni). Pertanto dal primo gennaio 2010 le Banche dovranno utilizzare denaro trattato da apparecchiature certificate Art. 6 BCE. 
Il motivo principale di questa norma, vincolante per tutte le aziende di credito, è il mantenere un adeguato standard di qualità del contante in circolazione. Ciò non solo a fini di immagine, ma anche perché una banconota in buone condizioni permette di identificare più agevolmente una banconota contraffatta anche da parte della persona comune, non specializzata.
Anche il criterio per la valutazione dello stato delle banconote viene regolato secondo le normative vigenti nel paese. Nell'area Euro, in ogni caso ci si dovrà attenere a quanto stabilito dalla Banca Centrale Europea.
Resta comunque confermato il principio, già in atto che il denaro non più idoneo alla circolazione (logoro) va versato alla locale Filiale della BCE (in Italia è la Banca d'Italia) per la sostituzione con un corrispondente valore di banconote idonee alla circolazione (nuove).
A questo servizio provvedono materialmente le Società di Trasporto Valori, per conto dell'Azienda di Credito.
Il denaro versato nei dispositivi automatici viene archiviato in cilindri o in cassette per il deposito, a seconda dei modelli e dei produttori. I vantaggi delle cassette sarebbero una maggiore economicità e robustezza rispetto ai rotoli, i cui componenti originariamente si rivelavano maggiormente delicati dal punto di vista meccanico. Oggi il problema è superato e la stragrande maggioranza dei cash in - cash out attualmente operativi utilizzano il maggiormente veloce e versatile sistema a cilindri Il sistema a cassette è invece preferito, per la sua economicità e convenienza per i produttori, nelle apparecchiature self-service, il cui utilizzo è minore, in termini di numero di operazioni ora, di quello di un cash in - cash out allo sportello. 